# Бережинцы
Бережинцы (укр. Бережинці) — село в Теофипольском районе Хмельницкой области Украины.
Население по переписи 2001 года составляло 345 человек. Почтовый индекс — 30621. Телефонный код — 3844. Занимает площадь 1,113 км². Код КОАТУУ — 6824780201.

## Известные уроженцы
- Креховецкий, Адам (1850—1919) — польский писатель.

## Местный совет
30621, Хмельницкая обл., Теофипольский р-н, с. Бережинцы, ул. Центральная